# チェチェン共和国

チェチェン共和国
ロシア語：Чеченская Республика
チェチェン語：Нохчийн Республика

チェチェン共和国（チェチェンきょうわこく）は、北カフカース（北コーカサス）地方の北東部に位置するロシア連邦北カフカース連邦管区に属する共和国。設立は1991年で首都はグロズヌイ。北カフカースの先住民族のひとつのチェチェン人が住民の多数を占める。
ロシア連邦憲法ではロシア連邦を構成する連邦構成主体のひとつとされている。したがって、入出国手続などは無いのでロシア滞在査証で滞在可能である。日本からの移動手段は、モスクワからアエロフロートまたはUTエアーでグロズヌイ国際空港へ飛行機移動となる。

## 国名
ロシア語による正式名称は、Чеченская Республика Российской Федерации（ラテン文字転写 : Chechenskaja Respublika Rossijskoj Federatsii; チェチェンスカヤ・リスプーブリカ・ラッスィースカイ・フェジェラーツィィ）で、ロシア連邦チェチェン共和国と訳される。
チェチェンスカヤはロシア語による民族名チェチェン（チェチェニエツ）の形容詞形で、国名は直訳すれば、「ロシア連邦のチェチェン人の共和国」となる。ただし、チェチェンは他称で、チェチェン語による自称はノフチー（Нохчий）である。

## 歴史
ソビエト連邦解体後、ロシア連邦政府及びロシア連邦への残留を主張するチェチェン人勢力と、チェチェン・イチケリア共和国やカフカース首長国を自称するチェチェンの独立を求める武装勢力との間で対立が続き、二度のチェチェン紛争と独立派のテロリズムが発生した歴史がある。

### チェチェン共和国成立まで

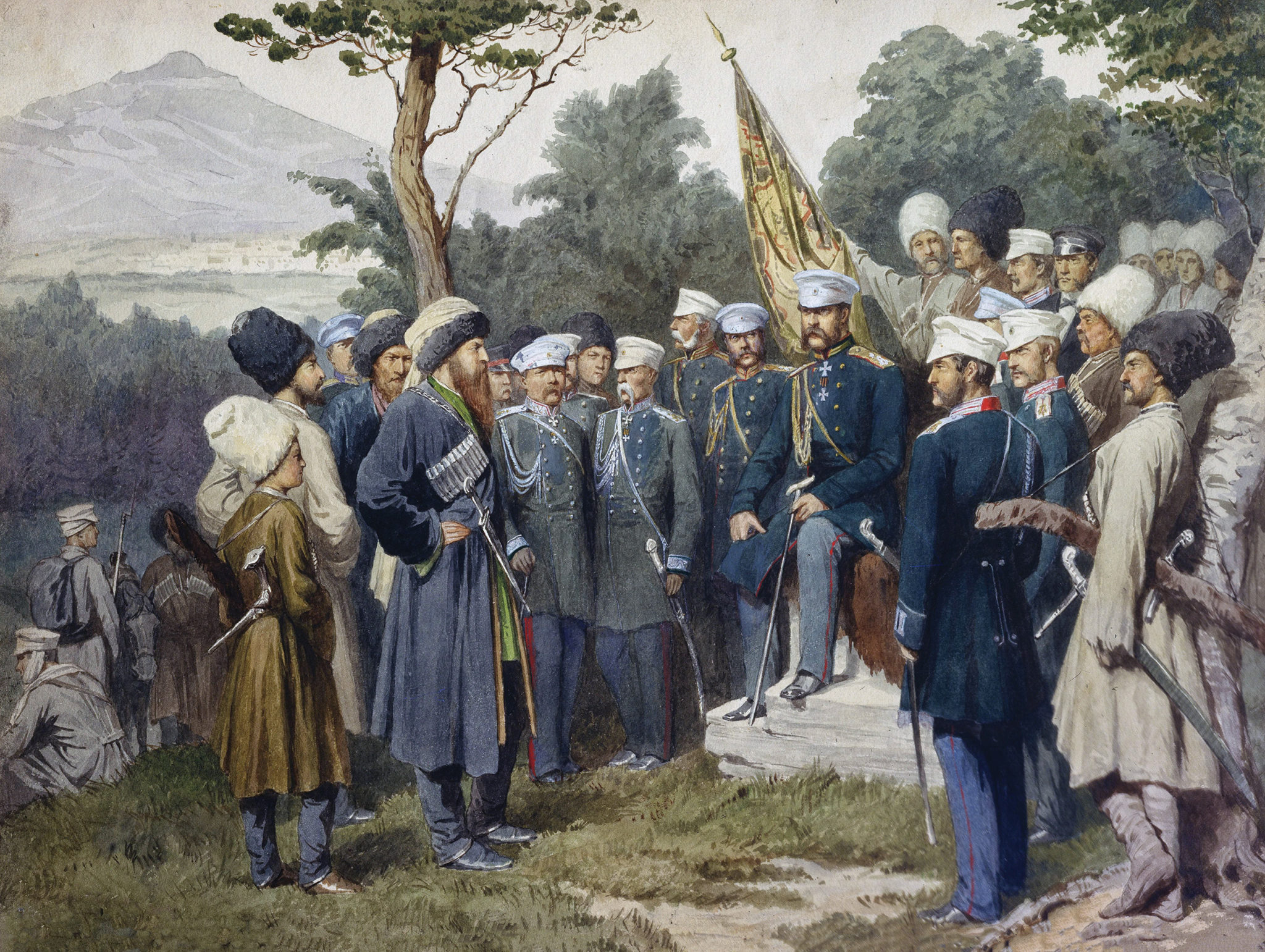
ロシア軍に投降するイマーム・シャミール（1859年）

18世紀にロシア帝国がカフカースへの南下を進めると、チェチェン人はロシアの支配に対して激しく抵抗を繰り広げたが、1859年にロシア帝国によって周辺地域とともに併合された（コーカサス戦争）。これによってロシア帝国とオスマン帝国の取引により多くのチェチェン人がトルコやシリア、ヨルダン等へと移住した。
ソビエト連邦の成立後、チェチェン・イングーシ自治共和国としてロシア・ソビエト社会主義連邦共和国の一部とされたが、第二次世界大戦中の1944年に、対ナチス独協力を懸念したヨシフ・スターリンによって、多くのチェチェン人とイングーシ人はカザフスタンやシベリアへ強制移住させられた。彼らは1957年にフルシチョフにより母国への帰還を許され、自治共和国が再建されるが連邦政府に対する不満は残った。

### チェチェン共和国成立以降
チェチェン人たちが1990年11月にチェチェン・イングーシ自治共和国のソ連からの独立を宣言し、1991年5月にチェチェン・イングーシ共和国に改名し、10月に共和国と連邦政府の間でソ連からの独立は認めないまでも共和国をチェチェン共和国とイングーシ共和国に分割することで同意すると、翌11月に当選したばかりのチェチェン共和国初代大統領ジョハル・ドゥダエフがソ連からの独立とチェチェン・イチケリア共和国の建国を宣言した。ただしソ連邦はこれを認めなかった。

#### 第一次チェチェン紛争

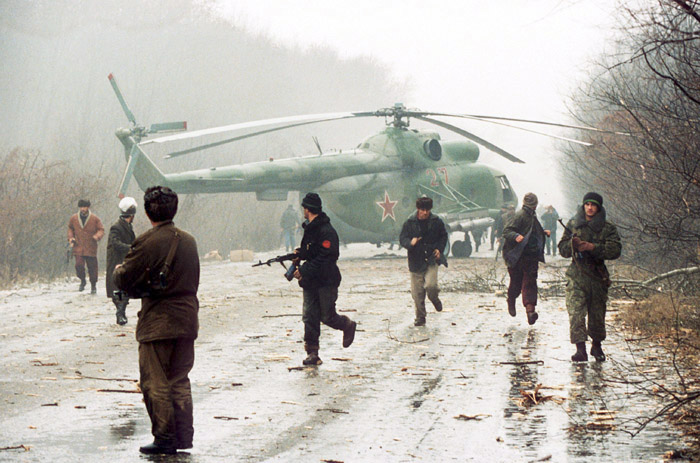
首都グロズヌイ近郊に展開するロシア軍（1994年）

1991年12月のソビエト連邦の崩壊後のロシア連邦政府もチェチェン・イチケリア共和国の存在を拒絶し、1994年12月にロシア連邦大統領ボリス・エリツィンはチェチェンの連邦からの独立を阻止するため4万のロシア連邦軍を派遣し第一次チェチェン紛争に突入した。独立派はゲリラ戦で激しく戦い紛争は泥沼化したが、1995年2月にロシア軍がチェチェンの首都グロズヌイを制圧し、1996年4月にジョハル・ドゥダエフの殺害に成功すると、8月にエリツィンとチェチェンの武装勢力のリーダーの間で停戦が合意された。そして1997年5月にはハサヴユルト協定が調印され五年間の停戦が定められた。この紛争では10万人以上の一般市民の死者を出した。

#### 第二次チェチェン紛争
停戦中の1999年8月7日に、カフカース圏における「大イスラム教国建設」を掲げるチェチェン独立派の最強硬派のシャミル・バサエフとサウジアラビア生まれでヨルダン出身のアミール・ハッターブが、和平協定を破り突如隣国のダゲスタン共和国へ侵攻。また、同月と翌9月にモスクワでアパート連続爆破事件が発生した（ロシア諜報機関による偽旗作戦の疑惑あり）。このため、首相ウラジーミル・プーチンはロシア軍をチェチェンへ進撃させ1999年9月に紛争は再開。1997年の和平協定は無効となった。プーチンはエリツィンの健康悪化により1999年12月に大統領代行に就任し、2000年に大統領に正式に就任した。
この第二次チェチェン紛争でロシア軍は2000年に首都グロズヌイを再び制圧した。ロシアはアフマド・カディロフをチェチェン共和国の大統領につけてロシアへの残留を希望する親露派政権をつくらせ、独立派のチェチェン・イチケリア共和国を在野に追った。しかし以降もチェチェンの独立運動は続き、ロシア軍との内戦状態が続いた。ゲリラ化したチェチェン独立派勢力はアルカーイダ等の国外のイスラーム過激派勢力と結びついてテロリズムに走っているといわれており、紛争はさらなる泥沼化に進んだ。

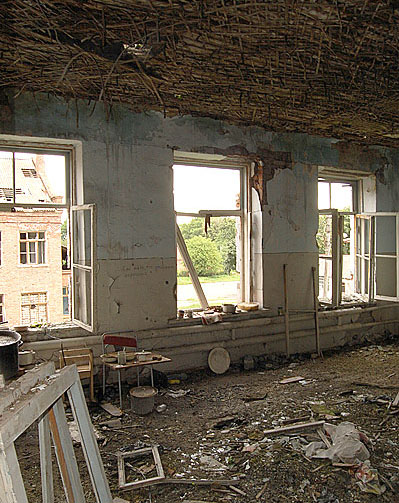
テロのターゲットとなったベスラン学校

独立派の関与したとされる事件は、犯行声明が出されているものだけでも2002年10月のモスクワにおけるドゥブロフカ劇場占拠事件、12月のグロズヌイの行政府ビル爆破事件、2003年6月のモスクワ野外コンサート会場爆破事件、2004年5月のカディロフ大統領暗殺事件、8月の旅客機同時ハイジャック事件、モスクワ地下鉄駅付近爆破事件、9月の北オセチア共和国ベスランにおけるベスラン学校占拠事件などがある。
これに対してプーチン政権は、2003年から2006年にかけて独立派のチェチェン・イチケリア共和国の第2代大統領ゼリムハン・ヤンダルビエフと第3代アスラン・マスハドフと第4代アブドル・ハリムを殺害し、独立にむけた武装闘争に対しては徹底的に鎮圧する意思をいっそう明確にした。またロシア政府は2005年11月に共和国議会選挙を開催させ、「チェチェン紛争の政治的解決プロセスの総仕上げ」としてこの結果を評価した。これに対して正常化に向けた前進と評価する意見が存在する一方、独立派はロシアによる「翼賛選挙」であると強く反発している。
2006年6月には、イラクのイスラム武装勢力がロシアの外交官を拉致し、チェチェン共和国からのロシア部隊撤退などを同国政府に要求。その後、要求が受け入れられなかったため、外交官を殺害するという事件も発生する。
2007年に独立派によるモスクワ・サンクトペテルブルク間列車爆破テロがおきた。
2009年5月、ロシア連邦政府はチェチェンでのテロ活動が沈静化したとして、「反テロ特別治安体制」を終了すると宣言し、ここに第二次チェチェン紛争が終結した。ロシア軍により20万人近くのチェチェン人が犠牲になり、4分の1のチェチェン人が死んだと言われている。長引くチェチェン紛争に対しては、ロシア国内からも様々な意見が出されている。「第一次チェチェン戦争は、エリツィン大統領再選のために必要であった。今回の戦争は、エリツィン大統領が自ら選んだ後継者として公に支持する、ウラジーミル・プーチン現首相が世論調査で順位を上げるために必要とされている」とアメリカ下院でエレーナ・ボンネル（反体制物理学者アンドレイ・サハロフ博士未亡人）は証言をした。

#### 第二次チェチェン紛争終結後
第二次チェチェン紛争は終結したと言うものの、チェチェン国内ではテロに対する厳重な警戒体制が採られている。また、イスラーム過激派自体もチェチェンから近隣の共和国に拠点を移しただけと言われる。2009年11月に再びモスクワ・サンクトペテルブルク間列車爆破テロが、2010年3月にモスクワ地下鉄爆破テロが、2011年1月のドモジェドヴォ空港爆破事件が独立派武装勢力により引き起こされている。これらの事件では独立派武装勢力のカフカース首長国のアミール、ドク・ウマロフから犯行声明が出されている。ただし、ロシア政府はチェチェンとの関連を否定している。

#### 2013年ボストン爆弾テロ以降
ボストンマラソン爆弾テロ事件で、イスラーム過激主義の2人のチェチェン人が容疑者と認定されると、チェチェンへの関心は高まった。
ウラジーミル・プーチンはチェチェン人独立がイスラーム過激派によりもたらされているとして、ロシア連邦軍のテロ対策の正しさを強調した。

#### ウクライナ内戦
2014年より始まった2014年ウクライナ内戦にチェチェン人が多数親露派義勇軍として参戦していると報道された。
現チェチェン共和国首長であるラムザン・カディロフはカディロフツィと呼称される私兵をウクライナに派兵するような支援は行っていないと否定している。一方、独立派はウクライナにも拠点を置いていたこともあり、カジョハル・ドゥダエフ大隊やシェイク・マンスール大隊等がウクライナの親欧米政権側に立ってドンバス戦争に参戦していた。

#### ロシアのウクライナ侵攻
2022年2月より開始されたロシア軍のウクライナ侵攻についてカディロフ首長はロシア連邦軍を支持しており、部隊をウクライナに派遣している。一方、国外に拠点を置く独立派の義勇兵はウクライナのウォロディミル・ゼレンスキー政権側として参戦している。
2022年10月18日、ウクライナ最高議会は第二次チェチェン紛争を「武力による一方的な併合」としたうえで、分離独立派のチェチェン・イチケリア共和国を「ロシアの一時占領下」として独立を承認した。また第一次・第二次チェチェン紛争を「チェチェン人に対するジェノサイド」として非難する声明を決議した（ウクライナのチェチェン・イチケリア共和国の承認）。
独立派のチェチェン・イチケリア共和国は2007年以降首相を務めるアフメド・ザカエフが亡命したイギリスロンドンを拠点においており、反露的なリトアニアやポーランドにも実質的な大使館のようなものが設置されていた。その他独立派はトルコ、デンマーク、ウクライナや欧米各国に散らばっているなど、チェチェン独立派の側にたつ反露欧米諸国とプーチン政権の対立構造となっており、シリア内戦やウクライナ紛争ともその対立構造は連動している。また、チェチェン関係で暗殺されたアレクサンドル・リトビネンコやアンナ・ポリトコフスカヤとイギリスに拠点に置くオリガルヒのボリス・ベレゾフスキーのような反プーチン派との問題とも連動しており、単にチェチェン問題にとらわれない大きな影響を担って欧米諸国とプーチン政権の代理戦争のような形態をなしているとも言ってよい。

## 政治

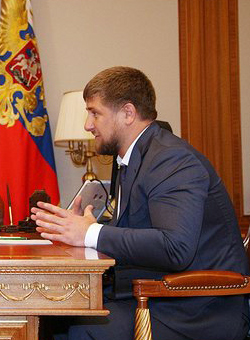
第3代首長ラムザン・カディロフ

チェチェン人はロシアに併合された後も抵抗運動を繰り返し、ソ連時代から長きにわたって弾圧を受け続けて来た。そのこともあり、反露感情は高いと言われている。しかし近年では長引く紛争に国民が疲れ果てており、また、独立派、反露派の多くは国外に流出したことから、ロシア連邦政府による統治を受け入れ、地域の安定化を実現させようという気運の高まりも指摘されている。紛争停止以降ロシアは巨額の復興資金をチェチェンに投入し懐柔を図っており、政情は北コーカサスの自治共和国の中では最も安定した状態になっている。
また現在では、独立派の指導者であった4人のチェチェン・イチケリア共和国大統領や、モスクワ劇場占拠事件やベスラン学校占拠事件等の多くのテロ事件で犯行声明を出していた過激派指導者のシャミル・バサエフ等、独立派の主要人物が軒並みロシア治安当局によって殺害されており、独立派の士気は相当低下している。
第二次チェチェン紛争において、ウラジーミル・プーチンロシア連邦大統領は元独立派指導者のひとりであったチェチェン人、アフマド・カディロフらを指導者に立て、チェチェンの反独立派運動の抑え込みを目指してきた。2003年10月の大統領選挙で初当選したカディロフは、独立派を「テロ集団」とするロシア連邦政府の方針を支持していたが、2004年5月9日、その独立派のテロにより暗殺された。2004年8月29日大統領選挙が行われ、アル・アルハノフが当選した。
2007年にはプーチン政権の強力な後押しを受けて、アフマド・カディロフの息子、ラムザン・カディロフが大統領に当選した。カディロフは、連邦政府と緊密な関係の下でチェチェンの経済発展や産業振興を推進する一方、復興資金の横領や自身の側近や一族に権力を独占させ、独裁的な手法によって反対派を弾圧してきたと批判される。
2009年7月には、チェチェンの女性人権活動家ナタリヤ・エステミロワ（ロシア語: Наталья Эстемирова）が何者かに拉致され、隣のイングーシ共和国で遺体となって発見される事件が起きている。地元の人権団体によれば、治安当局による拉致や拷問が頻繁に起きており、旧ソ連時代と比べても市民の政治的権利は後退していると主張している。
ロシア連邦政府がチェチェンの独立を強く拒絶するのは、チェチェンの独立によって多民族国家で多くの民族共和国を抱えるロシア連邦の求心力が低下し、解体に向かうことに対する懸念が大きいからだと考えられる。また、チェチェンがカスピ海のバクー油田から黒海沿岸のノヴォロシースクへと繋がる石油パイプラインの通り道にあることも、ロシア連邦政府が独立運動に対し強硬な態度を取る一因であると言われている。
さらに、ロシアの独立派に対する強硬姿勢を批判するなど、独立派を間接的に支援してきた反露傾向の強い欧米諸国との対立構造もあり、チェチェンの独立阻止はロシア連邦政府にとっても絶対に譲れない一線となっている。

## 地理

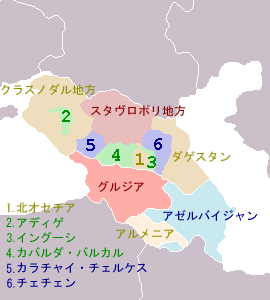
6. チェチェン共和国
3. イングーシ共和国

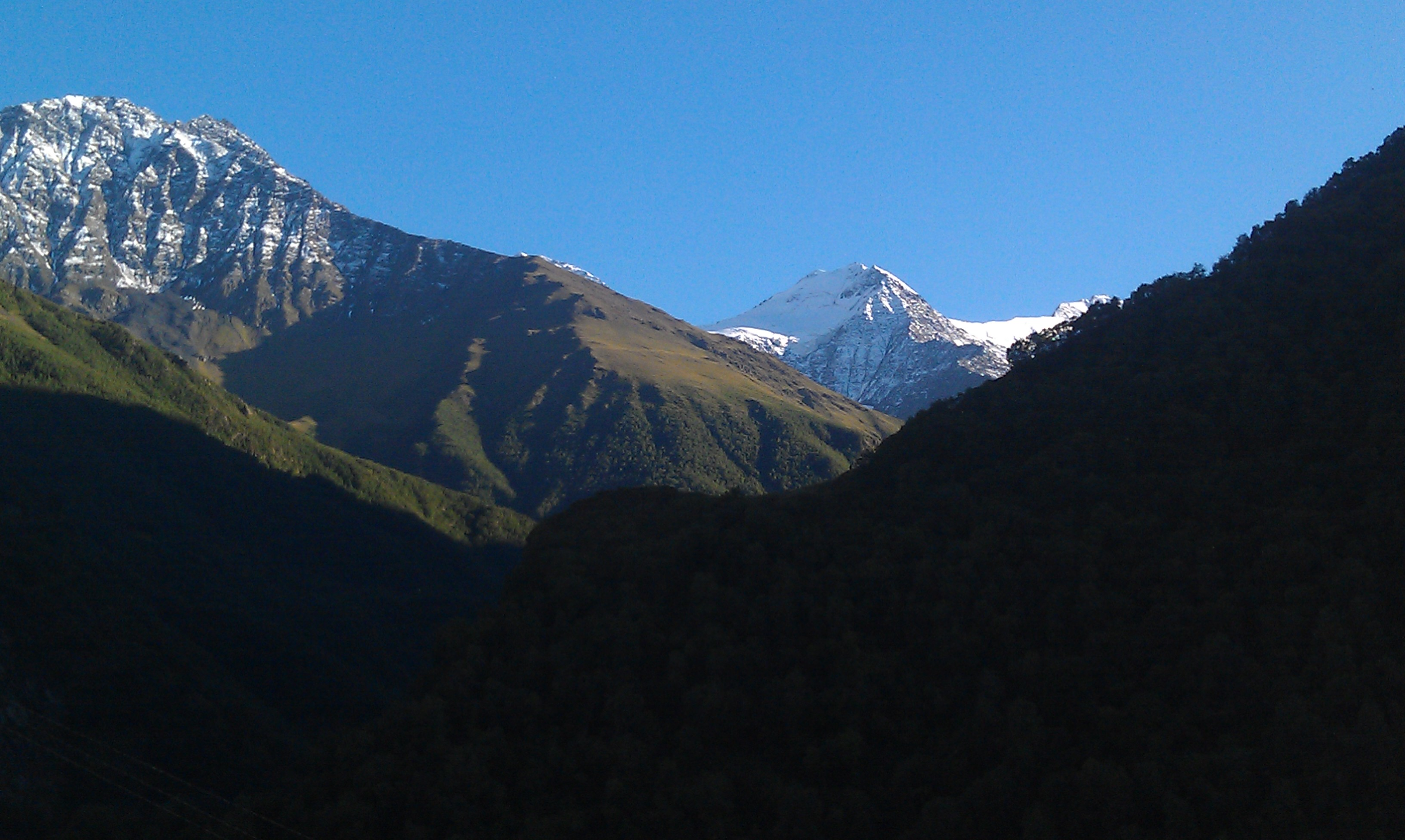
チェチェン南部の山岳

チェチェン共和国の地図

黒海とカスピ海に挟まれた北カフカース（北コーカサス）地方に属し、カフカース山脈の北麓の斜面と平野に広がっている。
国土の東と北東はダゲスタン共和国に接し、西はイングーシ共和国および北オセチア共和国、北西はスタヴロポリ地方、南はジョージアに接する。
面積は1万7300 km2で日本の四国程の大きさ。国の北部をテレク川が東西に走り、テレク川から分岐したスンジャ川は首都グロズヌイを横切っている。南北を流れるアルグン川はグロズヌイの東部でスンジャ川に合流する。

## 経済
二度にわたる紛争により、チェチェン経済は崩壊状態となった。内戦の影響でチェチェン産業のおよそ80%が喪失されたとされる。首都グロズヌイにおいては、大手石油企業ロスネフチの子会社であるグロズネフトガスが本格的に進出するなど、経済活動が復活しつつあり、高層ビルが建設されている。
現在のところ、再建の見込みがある唯一の産業は石油産業である。2003年の石油生産は1980年代の400万トンから下降しておよそ150万トンと見積もられる。ロシアの石油生産合計のおよそ0.6%を占めた。
ロシア政府は、3年間で2000億円規模の予算をつぎ込み、様々な形でチェチェン経済の再生に費やされたとしている。
チェチェン経済に関する問題はロシア連邦の経済に少なからず影響を及ぼしている。1990年代に発生したロシアの多くの金融犯罪は、チェチェン人の金融組織が関与しているともいわれる。彼らはロシアの米ドル金融政策に大きく関与し、偽ドル札が多く印刷された。密輸および密貿易はいまだ国内の重要な経済活動となっている。
ロシア連邦以外の国際ビジネスとして中東諸国、中国が進出してきている。また、ドイツ系の建設企業も参入してきており、グロズヌイ市に400メートル越えのビルの建設を落札した実績が有る。
グロズヌイ国際空港が市街地の北に立地しており、モスクワやカザンへ直行便が運航されている。また、イランやサウジアラビア、ウズベキスタン、アゼルバイジャンなどイスラム諸国への国際線も充実している。
1万人以上収容可能なヨーロッパ最大のモスクがある。その影響もあり、中東諸国との交流が盛んである。
郊外では、スキー場建設が進んでおり、国内外の観光旅行者の集客に積極的である。ロシア政府によりチェチェン安定化のために多額の資金が投入されてきたことにより、北コーカサスの自治共和国の中では最も経済発展を遂げている。

## 住民
| 民族構成（チェチェン）                   | 民族構成（チェチェン）                   | 民族構成（チェチェン） | 民族構成（チェチェン） | 民族構成（チェチェン） |
| ---------------------------------------- | ---------------------------------------- | ---------------------- | ---------------------- | ---------------------- |
|                                          |                                          |                        |                        |                        |
| チェチェン人                             | チェチェン人                             |                        | 95.3%                  | 95.3%                  |
| ロシア人                                 | ロシア人                                 |                        | 1.9%                   | 1.9%                   |
| クミク人                                 | クミク人                                 |                        | 1.0%                   | 1.0%                   |
| アヴァール人                             | アヴァール人                             |                        | 0.4%                   | 0.4%                   |
| ノガイ族                                 | ノガイ族                                 |                        | 0.3%                   | 0.3%                   |
| イングーシ人                             | イングーシ人                             |                        | 0.1%                   | 0.1%                   |
| その他（ウクライナ人、アルメニア人など） | その他（ウクライナ人、アルメニア人など） |                        | 1.1%                   | 1.1%                   |

1989年に行われたチェチェン・イングーシ共和国の統計では、チェチェン人が95万6879人、イングーシ人が23万7438人で、26万9000人のロシア人は人口の約23%で比較的少数派であった。その後、西部がイングーシ共和国として分立したためイングーシ人人口が大幅に減少し、内戦と社会不安でほとんどのロシア人は国内から退去した。1990年代の終わりにチェチェン共和国に残っていたロシア人は、約6万人である。1994年時点の人口は130万7071人を数えていたが、第一次、第二次チェチェン戦争を経て2001年には99万6427人まで減少した。その後は増加を続け2023年には過去最大の153万3209人となっている。
2021年時点では人口の96.42%をチェチェン人が占めている。かつて1979年には32万人、全人口の36.1％を超えていたロシア人は2021年時点では1.2％の18225人に過ぎない。戦争終結以降の安定した政治体制や経済を背景に高い出生率を持つチェチェン人の人口増加が続いている。
ロシア連邦は一般に老齢化した人口構成を持つが、チェチェン共和国は例外的に最も若年層が多い人口構成を持つ。また1990年代の初めにはいくつかの地方で自然人口増加がみられ、それ以降連邦構成主体の中では極めて高い人口増加率を維持しており、出生率が高い地域となっている。
幾度の戦争等の悲劇がありながらも近年のチェチェンの平均寿命はロシア連邦で最も高くなっており2019年には男性は73.6歳、女性は78歳となっている。

### 言語
国内で使用される言語はチェチェン語とロシア語である。チェチェン語は、カフカース諸語のうちのナフ諸語、あるいは北東カフカース諸語と呼ばれるグループ（ナフ・バイナフ語族とも）に属し、イングーシ語と非常に近しい関係にある。

### 宗教

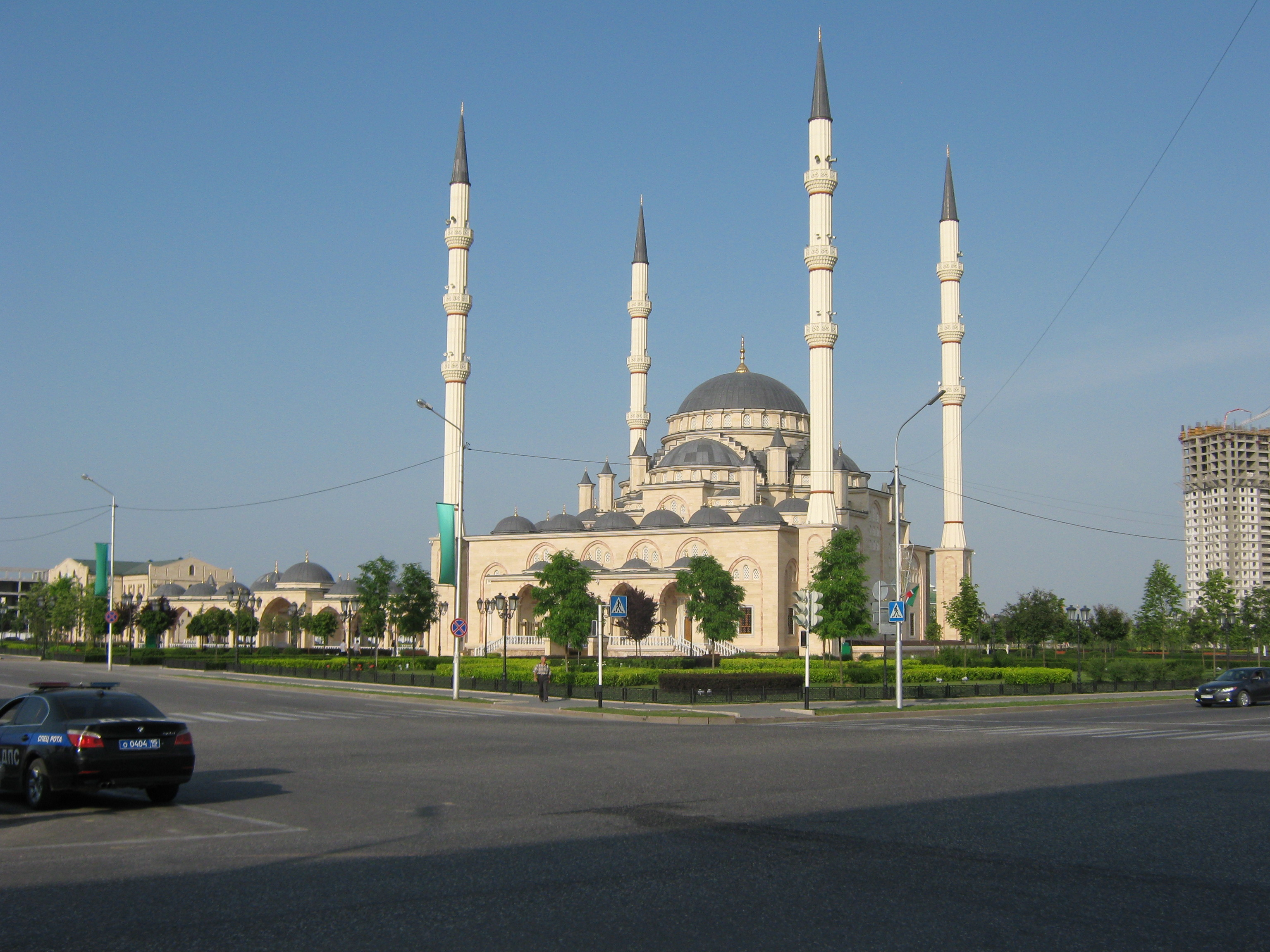
首都グロズヌイのモスク

ほとんどのチェチェン人は、16世紀から18世紀に東のダゲスタンから伝わったイスラム教のスンナ派を信仰している。しかし、民衆の間では厳格なスンナ派よりもイスラム主義と結びつきやすいイスラム神秘主義のひとつナクシュバンディー教団などの影響が強い。チェチェンへのイスラムの普及や、19世紀のロシアへの抵抗において重要な役割を果たしたのがこのような神秘主義教団であった。ただ、貧困や失業のために若者がワッハーブ派のような過激派組織と結びつく傾向もあるので、学校でイスラムの基礎を教えようという動きがある。

## 文化

### スポーツ
- サッカーチェチェン共和国代表
- アブソリュート・チャンピオンシップ・アフマット
- ファイトクラブ・アフマト

## 標準時
この地域は、モスクワ時間帯の標準時を使用している。時差はUTC+3時間で、夏時間はない。（2011年3月までは、標準時がUTC+3で夏時間がUTC+4、同年3月から2014年10月までは通年UTC+4であった）